# Iteu, Bihor
Iteu (în maghiară Lüki) este un sat în comuna Abram din județul Bihor, Crișana, România.

 Acest articol despre o localitate din județul Bihor este deocamdată un ciot. Puteți ajuta Wikipedia prin completarea lui.